# Ryanggang-do
Ryanggang-do (Koreaans: 량강도 of 양강도) is een provincie in Noord-Korea.
Ryanggang-do telt 660.658 inwoners. De oppervlakte bedraagt 14.114 km², de bevolkingsdichtheid is 46,8 inwoners per km².

## Bestuurlijke indeling
De provincie Ryanggang-do bestaat uit 2 stad en 10 districten.

### Stad
- Hyesan-si (혜산시; 惠山市)
- Samjiyŏn-si (삼지연시; 三池淵市)

### Districten
- Kapsan-gun (갑산군; 甲山郡)
- Kimjŏngsuk-gun (김정숙군; 金貞淑郡)
- Kimhyŏn-gun (김형권군; 金亨權郡)
- Kimhyŏngjik-gun (김형직군; 金亨稷郡)
- Paegam-gun (백암군; 白岩郡)
- Poch'ŏn-gun (보천군; 普天郡)
- P'ungsŏn-gun (풍서군; 豊西郡)
- Samjiyŏn-gun (삼지연군; 三池淵郡)
- Samsu-gun (삼수군; 三水郡)
- Taehongdan-gun (대홍단군; 大紅湍郡)
- Unhŭng-gun (운흥군; 雲興郡)